# Faculté des sciences de Monastir
 (février 2025).
Si vous disposez d'ouvrages ou d'articles de référence ou si vous connaissez des sites web de qualité traitant du thème abordé ici, merci de compléter l'article en donnant les références utiles à sa vérifiabilité et en les liant à la section « Notes et références ».
La faculté des sciences de Monastir (arabe : كلية العلوم بالمنستير) ou FSM, relevant de l'université de Monastir (Tunisie), est fondée en vertu de la loi no 77-81 du 31 décembre 1977.
La FSM offre un cursus universitaire complet et de haut niveau avec un encadrement disposant d'équipements pédagogiques de pointe. Ses enseignants et chercheurs placent le développement de la recherche au cœur du processus de rénovation des enseignements et la formation des futurs universitaires.

## Diplômes

### Régime LMD
En 2025, la faculté offre neuf licences :
- Physique
- Physique et énergie
- Mesures et instrumentation
- Électronique, électrotechnique et automatique
- Physique-chimie
- Chimie
- Mathématiques
- Mathématiques appliquées
- Science de l'informatique

Elle offre auparavant des licences fondamentales en mathématiques, en physique, en chimie, en sciences de l'informatique, en électronique, électrotechnique et automatique et en physique-chimie, ainsi que des licences appliquées en physique, instrumentation et mesures physiques et en chimie.

#### Masters professionnels
- Instrumentation avancée et applications ;
- Environnement et analyse physico-chimique industrielle ;
- Ingénierie des systèmes d'information.

#### Masters de recherche
- Physique des nanostructures et applications (trois parcours sont disponibles) :
  - micro et nanoélectronique ;
  - matériaux et nanostructures ;
  - physique quantique ;
- Mathématiques avec deux parcours : fondamentales ou appliqués ;
- Chimie avec deux parcours :
  - chimie organique et réactivité ;
  - synthèse et physico-chimie des matériaux.

### Régime de la maîtrise

#### Deuxième cycle: diplômes de maîtrise (deux ans)
À la suite de la réforme de l'enseignement supérieur en Tunisie, la FSM ne délivre plus de maîtrise à partir de juillet 2010. Les diplômes délivérés auparavant étaient les suivants :
- Maîtrise de chimie (C) ;
- Maîtrise d'informatique (I) ;
- Maîtrise en sciences et techniques en électronique (EL) ;
- Maîtrise de mathématiques fondamentales (MF) ;
- Maîtrise de mathématiques appliquées (MA) ;
- Maîtrise de physique (physique du solide ou physique fondamentale) (PS ou PF) ;
- Maîtrise de sciences physiques (SP).

#### Troisième cycle: masters de recherche
- Master en mathématiques ;
- Master en matériaux, dispositifs et systèmes microélectroniques (MDSM) ;
- Master en chimie organique appliquée (COA) ;
- Master en physico-chimie de la matière condensée (PCMC) ;
- Master en informatique.

#### Diplômes de doctorat
- Mathématiques ;
- Physique ;
- Chimie.

#### Habilitations universitaires
- Mathématiques ;
- Physique ;
- Chimie.